# Liste der Gemarkungen im Landkreis Neustadt an der Aisch-Bad Windsheim
Die Liste der Gemarkungen im Landkreis Neustadt an der Aisch-Bad Windsheim umfasst die 190 Gemarkungen des Landkreises Neustadt an der Aisch-Bad Windsheim im Regierungsbezirk Mittelfranken des Freistaat Bayerns. Eine Gemarkung ist hiervon gemeindeübergreifend.

## Gemarkungen im Landkreis Neustadt an der Aisch-Bad Windsheim
| Nr.    | Gemarkung             | Gemeinde bzw. gemeindefreies Gebiet | Gemeindeteile | Fläche in km² | Flur- stücke | ⌀-Fläche in m² | Quelle  |
| ------ | --------------------- | ----------------------------------- | --- | ------------- | ------------ | -------------- | ------- |
| 092907 | Bad Windsheim         | Bad Windsheim                       | Bad Windsheim, Kleinwindsheimermühle, Walkmühle                                                                                | 13,294        | 5478         | 2426,84        | [ 2 ]   |
| 092911 | Berolzheim            | Bad Windsheim                       | Berolzheim | 5,685         | 687          | 8274,42        | [ 3 ]   |
| 092974 | Humprechtsau          | Bad Windsheim                       | Humprechtsau | 3,712         | 396          | 9374,00        | [ 4 ]   |
| 092975 | Ickelheim             | Bad Windsheim                       | Ickelheim | 14,551        | 1419         | 10254,45       | [ 5 ]   |
| 092984 | Külsheim              | Bad Windsheim                       | Erkenbrechtshofen, Külsheim | 8,735         | 1294         | 6750,39        | [ 6 ]   |
| 092989 | Lenkersheim           | Bad Windsheim                       | Lenkersheim | 10,845        | 872          | 12437,21       | [ 7 ]   |
| 093010 | Oberntief             | Bad Windsheim                       | Oberntief, Unterntief | 8,776         | 831          | 10560,72       | [ 8 ]   |
| 093025 | Rüdisbronn            | Bad Windsheim                       | Rehhof, Rüdisbronn | 6,703         | 876          | 7651,51        | [ 9 ]   |
| 093065 | Wiebelsheim           | Bad Windsheim                       | Wiebelsheim | 5,639         | 671          | 8403,65        | [ 10 ]  |
| 093251 | Baudenbach            | Baudenbach                          | Baudenbach | 10,591        | 1395         | 7592,24        | [ 11 ]  |
| 093252 | Frankenfeld           | Baudenbach                          | Frankenfeld | 2,852         | 199          | 14330,66       | [ 12 ]  |
| 093255 | Hambühl               | Baudenbach                          | Hambühl | 3,940         | 390          | 10102,30       | [ 13 ]  |
| 093254 | Mönchsberg            | Baudenbach                          | Höfen, Mönchsberg | 2,861         | 417          | 6860,50        | [ 14 ]  |
| 093253 | Roßbach               | Baudenbach                          | Roßbach | 1,836         | 255          | 7198,30        | [ 15 ]  |
| 092920 | Burgbernheim          | Burgbernheim                        | Aumühle, Burgbernheim, Hagenmühle, Hilpertshof, Hochbach, Siedlung Erlach, Wildbad                                             | 27,999        | 3396         | 8185,87        | [ 16 ]  |
| 092918 | Buchheim              | Burgbernheim                        | Buchheim | 6,040         | 578          | 10449,29       | [ 17 ]  |
| 093019 | Pfaffenhofen          | Burgbernheim                        | Pfaffenhofen | 2,723         | 370          | 7360,14        | [ 18 ]  |
| 093030 | Schwebheim            | Burgbernheim                        | Schwebheim | 5,716         | 595          | 9606,53        | [ 19 ]  |
| 091199 | Burghaslach           | Burghaslach                         | Buchbach, Buchmühle, Burghaslach                                                                                               | 8,201         | 1832         | 4476,43        | [ 20 ]  |
| 091200 | Breitenlohe           | Burghaslach                         | Breitenlohe | 1,979         | 296          | 6685,63        | [ 21 ]  |
| 091177 | Burghöchstadt         | Burghaslach                         | Burghöchstadt | 3,830         | 363          | 10551,00       | [ 22 ]  |
| 091178 | Freihaslach           | Burghaslach                         | Freihaslach, Münchhof | 7,287         | 617          | 11810,55       | [ 23 ]  |
| 091179 | Fürstenforst          | Burghaslach                         | Fürstenforst | 0,857         | 196          | 4374,24        | [ 24 ]  |
| 091202 | Gleißenberg           | Burghaslach                         | Gleißenberg | 2,671         | 440          | 6069,97        | [ 25 ]  |
| 091201 | Niederndorf           | Burghaslach                         | Niederndorf | 2,414         | 391          | 6174,78        | [ 26 ]  |
| 091197 | Seitenbuch            | Burghaslach                         | Kirchrimbach, Rosenbirkach, Seitenbuch, Unterrimbach                                                                           | 10,497        | 1115         | 9413,90        | [ 27 ]  |
| 093273 | Dachsbach             | Dachsbach                           | Dachsbach | 4,704         | 999          | 4709,20        | [ 28 ]  |
| 093275 | Oberhöchstädt         | Dachsbach                           | Oberhöchstädt | 6,035         | 889          | 6788,60        | [ 29 ]  |
| 093274 | Rauschenberg          | Dachsbach                           | Rauschenberg, Ziegelhütte | 2,269         | 429          | 5288,18        | [ 30 ]  |
| 093276 | Traishöchstädt        | Dachsbach                           | Arnshöchstädt, Göttelbrunn, Traishöchstädt                                                                                     | 7,556         | 727          | 10394,03       | [ 31 ]  |
| 093265 | Diespeck              | Diespeck                            | Bruckenmühle, Diespeck, Bruckenmühle, Kleinerlbach (zum Teil), Klobenmühle, Neumühle, Schleifmühle, Sensenhammer, Untersachsen | 9,515         | 2619         | 3633,23        | [ 32 ]  |
| 093267 | Dettendorf            | Diespeck                            | Dettendorf, Obersachsen | 4,989         | 575          | 8676,79        | [ 33 ]  |
| 093266 | Stübach               | Diespeck                            | Ehe, Hanbach, Stübach | 7,916         | 1064         | 7439,45        | [ 34 ]  |
| 092929 | Dietersheim           | Dietersheim                         | Dietersheim | 4,754         | 917          | 5183,88        | [ 35 ]  |
| 092905 | Altheim               | Dietersheim                         | Altheim, Hausenhof, Schormühle                                                                                                 | 7,921         | 790          | 10027,22       | [ 36 ]  |
| 092909 | Beerbach              | Dietersheim                         | Beerbach, Pechhütte | 5,680         | 715          | 7944,47        | [ 37 ]  |
| 092934 | Dottenheim            | Dietersheim                         | Dottenheim | 6,063         | 683          | 8877,14        | [ 38 ]  |
| 093013 | Oberroßbach           | Dietersheim                         | Oberroßbach, Unterroßbach | 4,471         | 492          | 9088,36        | [ 39 ]  |
| 093055 | Walddachsbach         | Dietersheim                         | Oberdachsbach, Walddachsbach                                                                                                   | 2,324         | 263          | 8838,28        | [ 40 ]  |
| 093289 | Emskirchen            | Emskirchen                          | Emskirchen, Fallmeisterei, Prackenhof, Sixtmühle, Wulkersdorf, Ziegelhütte                                                     | 9,578         | 2752         | 3480,54        | [ 41 ]  |
| 093291 | Brunn                 | Emskirchen                          | Brunn, Weihermühle | 4,851         | 794          | 6109,09        | [ 42 ]  |
| 093294 | Buchklingen           | Emskirchen                          | Buchklingen | 1,828         | 132          | 13848,61       | [ 43 ]  |
| 093300 | Dürrnbuch             | Emskirchen                          | Dürrnbuch | 5,149         | 526          | 9789,09        | [ 44 ]  |
| 093292 | Eckenberg             | Emskirchen                          | Borbath, Eckenberg | 7,588         | 694          | 10933,46       | [ 45 ]  |
| 093296 | Gunzendorf            | Emskirchen                          | Elgersdorf, Gunzendorf, Plankstatt, Schneemühle                                                                                | 6,014         | 653          | 9210,41        | [ 46 ]  |
| 093290 | Hohholz               | Emskirchen                          | Hohholz, Kaltenneuses, Tanzenhaid                                                                                              | 6,019         | 535          | 11250,69       | [ 47 ]  |
| 093297 | Mausdorf              | Emskirchen                          | Grieshof, Leitsmühle, Mausdorf, Oberniederndorf                                                                                | 7,581         | 889          | 8527,96        | [ 48 ]  |
| 093299 | Neidhardswinden       | Emskirchen                          | Finkenmühle, Neidhardswinden                                                                                                   | 4,929         | 634          | 7774,58        | [ 49 ]  |
| 093298 | Pirkach               | Emskirchen                          | Pirkach | 3,388         | 598          | 5664,98        | [ 50 ]  |
| 093293 | Rennhofen             | Emskirchen                          | Bottenbach, Rennhofen | 5,662         | 442          | 12810,96       | [ 51 ]  |
| 093295 | Schauerberg           | Emskirchen                          | Altschauerberg, Flugshof, Neuschauerberg, Riedelhof                                                                            | 4,671         | 630          | 7414,82        | [ 52 ]  |
| 092940 | Ergersheim            | Ergersheim                          | Ergersheim | 14,303        | 1374         | 10410,10       | [ 53 ]  |
| 092942 | Ermetzhofen           | Ergersheim                          | Ermetzhofen, Kellermühle, Obermühle                                                                                            | 5,848         | 573          | 10206,49       | [ 54 ]  |
| 092999 | Neuherberg            | Ergersheim                          | Neuherberg | 3,575         | 228          | 15677,94       | [ 55 ]  |
| 093032 | Seenheim              | Ergersheim                          | Seenheim | 6,255         | 476          | 13140,32       | [ 56 ]  |
| 092950 | Gallmersgarten        | Gallmersgarten                      | Bergtshofen, Gallmersgarten, Landthurm, Steinach bei Rothenburg ob der Tauber                                                  | 4,756         | 750          | 6340,80        | [ 57 ]  |
| 092997 | Mörlbach              | Gallmersgarten                      | Habermühle, Mörlbach | 5,461         | 548          | 9966,21        | [ 58 ]  |
| 093037 | Steinach an der Ens   | Gallmersgarten                      | Steinach an der Ens | 4,955         | 602          | 8230,30        | [ 59 ]  |
| 093277 | Gerhardshofen         | Gerhardshofen                       | Eckenhof, Forst, Gerhardshofen, Kleehof, Rappoldshofen, Vahlenmühle                                                            | 11,735        | 1692         | 6935,37        | [ 60 ]  |
| 093278 | Birnbaum              | Gerhardshofen                       | Birnbaum | 2,985         | 514          | 5807,96        | [ 61 ]  |
| 093281 | Göttelhöf             | Gerhardshofen                       | Altenbuch, Göttelhöf | 3,859         | 398          | 9696,49        | [ 62 ]  |
| 093279 | Kästel                | Gerhardshofen                       | Emelsdorf, Linden, Kästel, Sintmannsbuch                                                                                       | 6,892         | 886          | 7779,24        | [ 63 ]  |
| 093280 | Willmersbach          | Gerhardshofen                       | Willmersbach | 1,737         | 359          | 4837,22        | [ 64 ]  |
| 092958 | Gollhofen             | Gollhofen                           | Gollhofen | 11,232        | 1456         | 7714,49        | [ 65 ]  |
| 092957 | Gollachostheim        | Gollhofen                           | Gollachostheim | 5,781         | 590          | 9798,83        | [ 66 ]  |
| 093260 | Gutenstetten          | Gutenstetten                        | Gutenstetten, Haag, Kleinsteinach                                                                                              | 9,047         | 1033         | 8758,00        | [ 67 ]  |
| 093262 | Bergtheim             | Gutenstetten                        | Bergtheim | 1,756         | 259          | 6779,75        | [ 68 ]  |
| 093264 | Pahres                | Gutenstetten                        | Pahres | 4,220         | 460          | 9174,24        | [ 69 ]  |
| 093263 | Reinhardshofen        | Gutenstetten                        | Reinhardshofen | 4,777         | 569          | 8396,11        | [ 70 ]  |
| 093261 | Rockenbach            | Gutenstetten                        | Rockenbach | 1,554         | 214          | 7260,94        | [ 71 ]  |
| 093303 | Hagenbüchach          | Hagenbüchach                        | Hagenbüchach, Oberfembach | 6,804         | 1162         | 5855,48        | [ 72 ]  |
| 093304 | Bräuersdorf           | Hagenbüchach                        | Brandhof, Bräuersdorf, Erlachsmühle, Trübenbronn                                                                               | 4,693         | 416          | 11280,47       | [ 73 ]  |
| 092970 | Hemmersheim           | Hemmersheim                         | Hemmersheim | 8,729         | 799          | 10925,18       | [ 74 ]  |
| 092960 | Gülchsheim            | Hemmersheim                         | Gülchsheim | 7,071         | 719          | 9834,48        | [ 75 ]  |
| 092991 | Lipprichhausen        | Hemmersheim                         | Lipprichhausen, Obere Mühle, Untere Mühle                                                                                      | 3,575         | 371          | 9636,78        | [ 76 ]  |
| 093020 | Pfahlenheim           | Hemmersheim                         | Pfahlenheim | 4,436         | 522          | 8497,13        | [ 77 ]  |
| 092976 | Illesheim             | Illesheim                           | Aischmühle, Eisenmühle, Gackenmühle, Illesheim                                                                                 | 5,297         | 664          | 7977,99        | [ 78 ]  |
| 093051 | Urfersheim            | Illesheim                           | Urfersheim | 3,446         | 299          | 11526,45       | [ 79 ]  |
| 093062 | Westheim              | Illesheim                           | Sontheim, Westheim | 12,661        | 1019         | 12424,95       | [ 80 ]  |
| 092978 | Ippesheim             | Ippesheim                           | Ippesheim | 10,929        | 1658         | 6591,68        | [ 81 ]  |
| 092919 | Bullenheim            | Ippesheim                           | Bullenheim, Gemeindemühle, Winkelmühle                                                                                         | 6,379         | 1309         | 4872,89        | [ 82 ]  |
| 092972 | Herrnberchtheim       | Ippesheim                           | Herrnberchtheim | 6,240         | 766          | 8146,66        | [ 83 ]  |
| 092979 | Ipsheim               | Ipsheim                             | Ipsheim | 10,558        | 2026         | 5211,37        | [ 84 ]  |
| 092937 | Eichelberg            | Ipsheim                             | Bühlberg, Eichelberg, Hoheneck, Holzhausen                                                                                     | 9,900         | 404          | 24504,57       | [ 85 ]  |
| 092980 | Kaubenheim            | Ipsheim                             | Kaubenheim, Nundorfermühle | 10,144        | 920          | 11026,25       | [ 86 ]  |
| 092993 | Mailheim              | Ipsheim                             | Mailheim, Mäusberg, Weimersheim                                                                                                | 6,668         | 479          | 13921,65       | [ 87 ]  |
| 093008 | Oberndorf             | Ipsheim                             | Oberndorf | 4,947         | 900          | 5496,15        | [ 88 ]  |
| 091254 | Langenfeld            | Langenfeld                          | Hohenholz, Lamprechtsmühle, Langenfeld                                                                                         | 7,201         | 1123         | 6412,39        | [ 89 ]  |
| 092994 | Marktbergel           | Marktbergel                         | Marktbergel, Munasiedlung | 15,389        | 2201         | 6991,67        | [ 90 ]  |
| 092941 | Ermetzhof             | Marktbergel                         | Ermetzhof | 1,724         | 119          | 14489,43       | [ 91 ]  |
| 093018 | Ottenhofen            | Marktbergel                         | Ottenhofen | 7,060         | 667          | 10584,63       | [ 92 ]  |
| 091243 | Markt Bibart          | Markt Bibart                        | Fuchsau, Markt Bibart | 14,601        | 1776         | 8221,17        | [ 93 ]  |
| 091223 | Altmannshausen        | Markt Bibart                        | Altenspeckfeld, Altmannshausen, Enzlar                                                                                         | 11,162        | 790          | 14129,71       | [ 94 ]  |
| 091209 | Ziegenbach            | Markt Bibart                        | Ziegenbach | 4,333         | 370          | 11710,88       | [ 95 ]  |
| 093305 | Markt Erlbach         | Markt Erlbach                       | Fallhaus, Markt Erlbach | 7,402         | 2325         | 3183,50        | [ 96 ]  |
| 093313 | Altselingsbach        | Markt Erlbach                       | Altselingsbach, Hagenhofen, Pilsenmühle, Röschenmühle, Wasserhaus                                                              | 5,244         | 645          | 8129,54        | [ 97 ]  |
| 093307 | Buchen                | Markt Erlbach                       | Buchen, Fallhaus, Morbach, Oberulsenbach                                                                                       | 4,151         | 449          | 9244,24        | [ 98 ]  |
| 093314 | Eschenbach            | Markt Erlbach                       | Altziegenrück, Eschenbach, Häringsmühle                                                                                        | 6,410         | 966          | 6635,10        | [ 99 ]  |
| 093311 | Jobstgreuth           | Markt Erlbach                       | Haaghof, Jobstgreuth, Waldhaus, Wilhelmsgreuth                                                                                 | 9,678         | 476          | 20332,76       | [ 100 ] |
| 093306 | Klausaurach           | Markt Erlbach                       | Klausaurach, Mettelaurach, Rimbach                                                                                             | 6,139         | 606          | 10129,87       | [ 101 ] |
| 093309 | Kotzenaurach          | Markt Erlbach                       | Holzmühle, Kappersberg, Knochenhof, Kotzenaurach, Ziegelhütte                                                                  | 3,194         | 403          | 7925,61        | [ 102 ] |
| 093308 | Losaurach             | Markt Erlbach                       | Losaurach, Mosbach | 5,550         | 654          | 8485,60        | [ 103 ] |
| 093310 | Siedelbach            | Markt Erlbach                       | Blümleinsmühle, Haidt, Kemmathen, Mittelmühle, Siedelbach                                                                      | 7,055         | 670          | 10530,28       | [ 104 ] |
| 092995 | Markt Nordheim        | Markt Nordheim                      | Kottenheim, Markt Nordheim, Seehaus, Wüstphül                                                                                  | 15,501        | 1225         | 12653,88       | [ 105 ] |
| 092971 | Herbolzheim           | [mehrere]                           | | 14,918        | 924          | 16145,32       | [ 106 ] |
|        | Herbolzheim 0         | Markt Nordheim                      | Herbolzheim |               |              |                |         |
|        | Herbolzheim 1         | Osing                               | |               |              |                |         |
| 093046 | Ulsenheim             | Markt Nordheim                      | Ulsenheim, Wildberghof | 11,609        | 1032         | 11248,86       | [ 107 ] |
| 091198 | Markt Taschendorf     | Markt Taschendorf                   | Butzenmühle, Markt Taschendorf, Obertaschendorf                                                                                | 10,402        | 951          | 10937,47       | [ 108 ] |
| 091215 | Frankfurt             | Markt Taschendorf                   | Birkach, Frankfurt, Klösmühle                                                                                                  | 4,607         | 545          | 8453,10        | [ 109 ] |
| 091216 | Hombeer               | Markt Taschendorf                   | Hombeer | 5,785         | 393          | 14719,26       | [ 110 ] |
| 091229 | Obersteinbach         | Markt Taschendorf                   | Lachheim, Lerchenhöchstadt, Obersteinbach, Wilhelminenberg                                                                     | 6,924         | 641          | 10802,55       | [ 111 ] |
| 093256 | Münchsteinach         | Münchsteinach                       | Münchsteinach, Weihermühle | 10,811        | 1287         | 8400,35        | [ 112 ] |
| 093257 | Abtsgreuth            | Münchsteinach                       | Abtsgreuth, Mittelsteinach, Undungsmühle                                                                                       | 7,831         | 587          | 13340,20       | [ 113 ] |
| 093259 | Neuebersbach          | Münchsteinach                       | Neuebersbach, Pirkachshof | 5,251         | 230          | 22830,08       | [ 114 ] |
| 093317 | Neuhof an der Zenn    | Neuhof an der Zenn                  | Adelsdorf, Dietrichshof, Eichenmühle, Neuhof an der Zenn, Straußmühle, Vockenroth, Ziegelhütte                                 | 13,301        | 2180         | 6101,28        | [ 115 ] |
| 093320 | Hirschneuses          | Neuhof an der Zenn                  | Hirschneuses, Neukatterbach | 7,135         | 653          | 10926,73       | [ 116 ] |
| 093318 | Neuziegenrück         | Neuhof an der Zenn                  | Neuselingsbach, Neuziegenrück                                                                                                  | 1,245         | 240          | 5185,71        | [ 117 ] |
| 093319 | Oberfeldbrecht        | Neuhof an der Zenn                  | Oberfeldbrecht, Rothenhof, Unterfeldbrecht                                                                                     | 9,153         | 975          | 9387,58        | [ 118 ] |
| 093282 | Neustadt an der Aisch | Neustadt an der Aisch               | Chausseehaus, Eggensee, Kleinerlbach, Neustadt an der Aisch, Unterstrahlbach                                                   | 17,938        | 6098         | 2941,66        | [ 119 ] |
| 093285 | Birkenfeld            | Neustadt an der Aisch               | Birkenfeld, Pulvermühle, Weiherhof                                                                                             | 3,816         | 608          | 6276,95        | [ 120 ] |
| 093283 | Diebach               | Neustadt an der Aisch               | Diebach | 3,249         | 363          | 8951,28        | [ 121 ] |
| 093287 | Herrnneuses           | Neustadt an der Aisch               | Herrnneuses, Hohenwürzburg, Oberstrahlbach                                                                                     | 5,217         | 558          | 9350,17        | [ 122 ] |
| 093009 | Obernesselbach        | Neustadt an der Aisch               | Obernesselbach | 5,688         | 515          | 11044,74       | [ 123 ] |
| 093284 | Schauerheim           | Neustadt an der Aisch               | Hasenlohe, Schauerheim, Virnsbergerhaag                                                                                        | 7,253         | 921          | 7875,54        | [ 124 ] |
| 093288 | Schellert             | Neustadt an der Aisch               | Schellert | 3,339         | 369          | 9049,62        | [ 125 ] |
| 093049 | Unternesselbach       | Neustadt an der Aisch               | Unternesselbach | 8,309         | 877          | 9473,98        | [ 126 ] |
| 093286 | Unterschweinach       | Neustadt an der Aisch               | Oberschweinach, Stöckach, Unterschweinach                                                                                      | 4,934         | 549          | 8987,01        | [ 127 ] |
| 093007 | Oberickelsheim        | Oberickelsheim                      | Oberickelsheim | 4,354         | 415          | 10492,04       | [ 128 ] |
| 092955 | Geißlingen            | Oberickelsheim                      | Geißlingen | 6,108         | 536          | 11395,90       | [ 129 ] |
| 093023 | Rodheim               | Oberickelsheim                      | Rodheim | 7,748         | 559          | 13860,22       | [ 130 ] |
| 093011 | Obernzenn             | Obernzenn                           | Obernzenn | 3,610         | 1005         | 3591,67        | [ 131 ] |
| 092936 | Egenhausen            | Obernzenn                           | Egenhausen, Sichelbronn | 5,576         | 556          | 10028,54       | [ 132 ] |
| 093005 | Oberaltenbernheim     | Obernzenn                           | Brachbach, Breitenau, Esbach, Oberaltenbernheim, Rappenau                                                                      | 10,590        | 1092         | 9698,02        | [ 133 ] |
| 093047 | Unteraltenbernheim    | Obernzenn                           | Binsmühle, Hechelbach, Hörhof, Limbach, Unteraltenbernheim, Wimmelbach                                                         | 10,030        | 1201         | 8351,07        | [ 134 ] |
| 093050 | Unternzenn            | Obernzenn                           | Unternzenn | 2,088         | 218          | 9578,86        | [ 135 ] |
| 093052 | Urphertshofen         | Obernzenn                           | Straßenhof, Urphertshofen | 7,760         | 634          | 12239,96       | [ 136 ] |
| 091193 | Oberscheinfeld        | Oberscheinfeld                      | Herrnberg, Oberscheinfeld, Schloßmühle, Seufertshof, Ziegelhütte, Ziegelmühle                                                  | 14,416        | 887          | 16252,84       | [ 137 ] |
| 091195 | Appenfelden           | Oberscheinfeld                      | Appenfelden, Lohmühle | 3,682         | 543          | 6781,03        | [ 138 ] |
| 091173 | Herper                | Oberscheinfeld                      | Herper | 0,738         | 98           | 7535,67        | [ 139 ] |
| 091211 | Herpersdorf           | Oberscheinfeld                      | Herpersdorf, Oberambach, Oefelesmühle                                                                                          | 6,925         | 554          | 12500,15       | [ 140 ] |
| 091192 | Krettenbach           | Oberscheinfeld                      | Krettenbach | 1,788         | 154          | 11602,27       | [ 141 ] |
| 091190 | Mannhofer Forst       | Oberscheinfeld                      | | 1,905         | 24           | 79394,05       | [ 142 ] |
| 091194 | Prühl                 | Oberscheinfeld                      | Prühl, Prühlermühle | 6,374         | 667          | 9555,95        | [ 143 ] |
| 091210 | Schönaich             | Oberscheinfeld                      | Schönaich, Schönaichermühle | 1,139         | 140          | 8135,17        | [ 144 ] |
| 091191 | Stierhöfstetten       | Oberscheinfeld                      | Mannhof, Stierhöfstetten | 5,259         | 403          | 13050,34       | [ 145 ] |
| 091226 | Scheinfeld            | Scheinfeld                          | Klosterdorf (zum Teil), Scheinfeld                                                                                             | 4,693         | 1934         | 2426,41        | [ 146 ] |
| 091224 | Burgambach            | Scheinfeld                          | Burgambach | 3,422         | 276          | 12398,91       | [ 147 ] |
| 091212 | Erlabronn             | Scheinfeld                          | Erlabronn | 2,940         | 249          | 11805,80       | [ 148 ] |
| 091225 | Grappertshofen        | Scheinfeld                          | Grappertshofen, Hohlweiler, Hohlweilermühle                                                                                    | 4,987         | 687          | 7258,57        | [ 149 ] |
| 091214 | Kornhöfstadt          | Scheinfeld                          | Kornhöfstadt, Neuses | 6,784         | 620          | 10941,79       | [ 150 ] |
| 091244 | Oberlaimbach          | Scheinfeld                          | Oberlaimbach, Vettermühle | 3,557         | 404          | 8803,23        | [ 151 ] |
| 091246 | Ruthmannsweiler       | Scheinfeld                          | Ruthmannsweiler | 3,017         | 319          | 9457,17        | [ 152 ] |
| 091213 | Schnodsenbach         | Scheinfeld                          | Einsiedelei, Schnodsenbach, Zeisenbronn                                                                                        | 3,673         | 522          | 7036,29        | [ 153 ] |
| 091227 | Schwarzenberg         | Scheinfeld                          | Klosterdorf (zum Teil), Schloss Schwarzenberg                                                                                  | 5,838         | 256          | 22803,65       | [ 154 ] |
| 091228 | Thierberg             | Scheinfeld                          | Thierberg | 2,152         | 192          | 11206,49       | [ 155 ] |
| 091245 | Unterlaimbach         | Scheinfeld                          | Unterlaimbach | 4,033         | 439          | 9187,30        | [ 156 ] |
| 093035 | Simmershofen          | Simmershofen                        | Simmershofen | 5,321         | 422          | 12609,88       | [ 157 ] |
| 092901 | Adelhofen             | Simmershofen                        | Adelhofen | 5,451         | 403          | 13527,21       | [ 158 ] |
| 092906 | Auernhofen            | Simmershofen                        | Auernhofen | 5,727         | 345          | 16600,27       | [ 159 ] |
| 092939 | Equarhofen            | Simmershofen                        | Equarhofen | 8,478         | 952          | 8905,18        | [ 160 ] |
| 092973 | Hohlach               | Simmershofen                        | Hohlach | 6,541         | 590          | 11086,64       | [ 161 ] |
| 093058 | Walkershofen          | Simmershofen                        | Walkershofen | 2,657         | 157          | 16923,63       | [ 162 ] |
| 091252 | Sugenheim             | Sugenheim                           | Hürfeld, Rüdern, Sugenheim | 13,212        | 1444         | 9148,66        | [ 163 ] |
| 091251 | Deutenheim            | Sugenheim                           | Deutenheim, Dutzenthal | 6,413         | 596          | 10760,81       | [ 164 ] |
| 091249 | Ezelheim              | Sugenheim                           | Ezelheim | 6,987         | 543          | 12851,42       | [ 165 ] |
| 091248 | Ingolstadt            | Sugenheim                           | Ingolstadt | 5,887         | 551          | 10684,72       | [ 166 ] |
| 091247 | Krassolzheim          | Sugenheim                           | Krassolzheim | 9,252         | 743          | 12452,41       | [ 167 ] |
| 091250 | Krautostheim          | Sugenheim                           | Krautostheim, Modelsmühle | 5,596         | 766          | 7305,38        | [ 168 ] |
| 091242 | Neundorf              | Sugenheim                           | Neundorf | 3,638         | 276          | 13182,34       | [ 169 ] |
| 091253 | Ullstadt              | Sugenheim                           | Ullstadt, Wiesenmühle | 12,367        | 875          | 14137,11       | [ 170 ] |
| 093315 | Trautskirchen         | Trautskirchen                       | Dagenbach, Einersdorf, Hohenroth, Stöckach, Trautskirchen                                                                      | 9,617         | 1418         | 6782,42        | [ 171 ] |
| 093316 | Buch                  | Trautskirchen                       | Buch, Fröschendorf, Merzbach, Schußbach, Steinbach                                                                             | 10,187        | 944          | 10790,88       | [ 172 ] |
| 093268 | Uehlfeld              | Uehlfeld                            | Nonnenmühle, Uehlfeld | 11,194        | 2106         | 5315,35        | [ 173 ] |
| 093271 | Demantsfürth          | Uehlfeld                            | Demantsfürth, Voggendorf | 3,638         | 394          | 9233,15        | [ 174 ] |
| 093272 | Peppenhöchstädt       | Uehlfeld                            | Gottesgab, Peppenhöchstädt, Rohensaas                                                                                          | 5,205         | 689          | 7553,72        | [ 175 ] |
| 093269 | Schornweisach         | Uehlfeld                            | Eselsmühle, Hohenmühle, Schornweisach, Wallmershof                                                                             | 9,146         | 1158         | 7898,47        | [ 176 ] |
| 093270 | Tragelhöchstädt       | Uehlfeld                            | Egelsbach, Tragelhöchstädt | 2,034         | 277          | 7341,58        | [ 177 ] |
| 093045 | Uffenheim             | Uffenheim                           | Schafhof, Uffenheim | 12,513        | 3806         | 3287,64        | [ 178 ] |
| 092915 | Brackenlohr           | Uffenheim                           | Aspachhof, Brackenlohr | 3,293         | 237          | 13896,41       | [ 179 ] |
| 092924 | Custenlohr            | Uffenheim                           | Custenlohr, Hinterpfeinach, Vorderpfeinach                                                                                     | 6,650         | 659          | 10091,41       | [ 180 ] |
| 092985 | Langensteinach        | Uffenheim                           | Kleinharbach, Langensteinach                                                                                                   | 11,202        | 1110         | 10091,75       | [ 181 ] |
| 093026 | Rudolzhofen           | Uffenheim                           | Rudolzhofen | 4,791         | 425          | 11273,07       | [ 182 ] |
| 093053 | Uttenhofen            | Uffenheim                           | Uttenhofen | 4,194         | 415          | 10105,09       | [ 183 ] |
| 093059 | Wallmersbach          | Uffenheim                           | Wallmersbach | 5,487         | 521          | 10532,57       | [ 184 ] |
| 093063 | Welbhausen            | Uffenheim                           | Welbhausen | 11,298        | 961          | 11756,02       | [ 185 ] |
| 093061 | Weigenheim            | Weigenheim                          | Weigenheim | 12,106        | 1301         | 9305,34        | [ 186 ] |
| 092954 | Geckenheim            | Weigenheim                          | Geckenheim, Hasenmühle | 4,946         | 501          | 9871,75        | [ 187 ] |
| 093022 | Reusch                | Weigenheim                          | Lanzenmühle, Reusch, Zellesmühle                                                                                               | 7,845         | 1130         | 6942,49        | [ 188 ] |
| 092947 | Schloss Frankenberg   | Weigenheim                          | Schloss Frankenberg | 7,724         | 239          | 32316,32       | [ 189 ] |
| 093301 | Wilhelmsdorf          | Wilhelmsdorf                        | Stadelhof, Unteralbachermühle, Wilhelmsdorf                                                                                    | 2,386         | 1123         | 2124,36        | [ 190 ] |
| 093302 | Ebersbach             | Wilhelmsdorf                        | Ebersbach, Oberalbach, Trabelshof                                                                                              | 5,416         | 475          | 11402,06       | [ 191 ] |